# はじまり、
はじまり、は2011年3月10日26：40から30分にかけてテレビ朝日で放送された番組である。GIRL NEXT DOOR初のドキュメンタリー特番であった。

## 番組内容
- GIRL NEXT DOORを半年以上に渡って撮影をしたドキュメンタリー映像が、テレビ地上波でオンエアされた。
- 今まで決して見ることが出来なかった、レコーディング模様、作曲風景、ミュージックビデオ撮影裏側、千紗のプライベート、メンバー3人の本音、そして、プロデューサーのインタビューなどが放映された。
- 番組内では、水嶋ヒロと競演をしたミュージック・ビデオ（Silent Scream）の撮影裏側もオンエアされた[1]。